# Herrschaft Ahaus

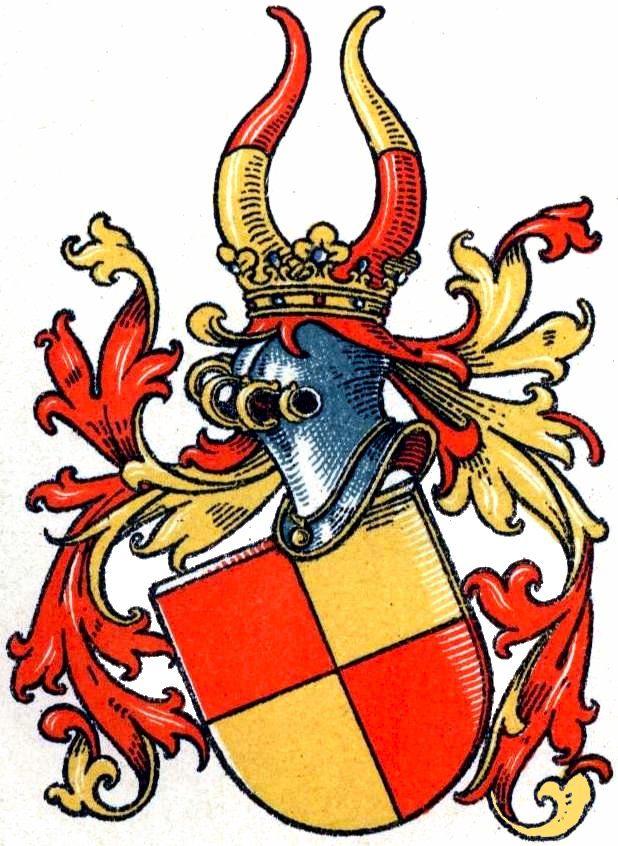
Wappen der Edelherren von Ahaus

Die Herrschaft Ahaus war ein Territorium im Heiligen Römischen Reich und erstreckte sich über Teile des westlichen Münsterlandes und des Emslandes.

## Geschichte
Bernhard I. von Diepenheim stammte aus der Herrschaft Diepenheim im damaligen Unterstift Utrecht und Teil der Grafschaft Geldern. Die Ursprünge des Geschlechtes sind unbekannt. Bernhard erhielt von Lothar von Supplingburg, Herzog von Sachsen und späterer Kaiser, den Auftrag, im Gebiet Ahaus eine Burg zu errichten. Dieses geschah in den Jahren 1115 bis 1125 mit dem Bau des „Hauses an der Aa“ etwa dort, wo heute das Wasserschloss Ahaus steht. Lifhard, ein Sohn Bernhards I., gab sich Mitte des 12. Jahrhunderts den Namen „von Ahaus“.
Die vor der Burg gelegene Burgsiedlung wuchs allmählich zu einem Gemeinwesen mit rechtlicher Qualität (1353 eigener Richter). Bevor Ahaus 1391 Stadtrechte erhielt und 1389 der Burgsiedlung ein Akziseprivileg erteilt wurde, erlebte sie einige Schicksalsschläge. Der Bischof von Münster zerstörte im Jahre 1177 zusammen mit seinen Verbündeten, dem Grafen von Tecklenburg und Bernhard II. zur Lippe die Burg völlig, als die Ahauser auf der Seite Heinrich des Löwen standen. Johann I., Lifhards Sohn, begann direkt mit dem Wiederaufbau.
1316 verkauften Otto und Johann III. von Ahaus die Herrschaft Lohn, die sie von ihrem Onkel Hermann II. von Lohn geerbt hatten und zu der auch zur Hälfte die Burg Bredevoort gehörte, an Ludwig Landgraf von Hessen, den Fürstbischof des Hochstifts Münster (die andere Hälfte der Burg stand bereits seit 1284 im Eigentum des Bischofs, als Balduin I. von Steinfurt seine Hälfte an der Burg an das Fürstbistum veräußert hatte). Bischof Ludwig konnte den Kaufpreis nicht aufbringen und war daher gezwungen, Otto die Ämter Landegge und Fresenburg zu verpfänden, die dieser später gegen die Ämter Horstmar, Emsbüren und Rheine eintauschte. Daneben erhielt Otto als Lehen das Gogericht über Wessum und Wüllen. Sein Bruder Johann erhielt für den Verzicht auf seinen Anteil an der Herrschaft Lohn unter anderem die Holzgerichtsbarkeit und das Jagdrecht im Liesner, einem ausgedehnten Waldgebiet bei (Stadt-)Lohn.

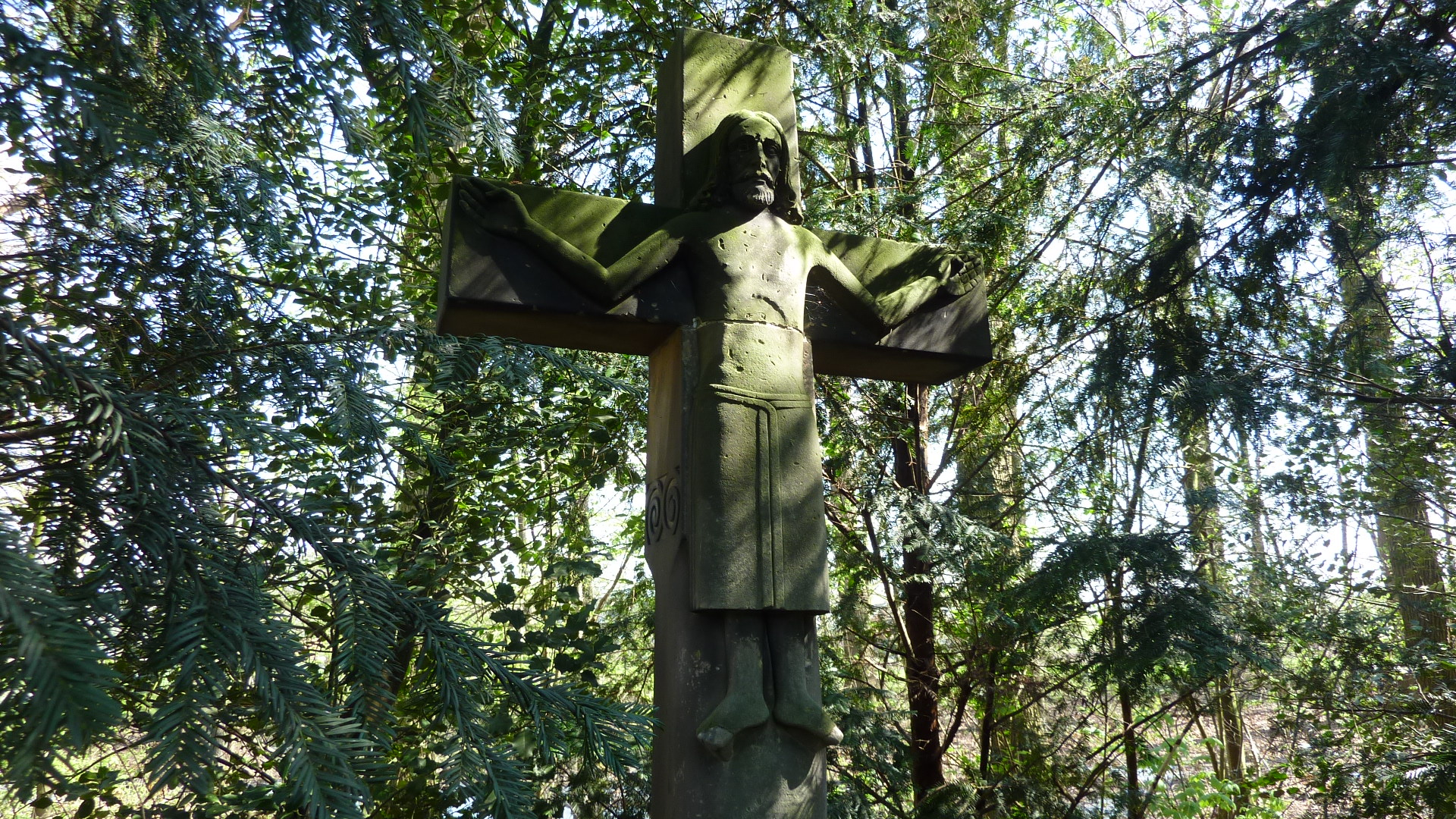
Nachbildung des „Steenern Crüce“. Original im Westf. Landesmuseum

Beim Verkauf der Herrschaft Lohn missachteten die Ahauser Brüder mit Billigung durch den Bischof die Rechte der Grafschaft Geldern an der Burg Bredevoort, denn die Lohner Herren hatten 1246 und 1255 ihren Anteil an der Burg dem geldrischen Grafen Otto II. zum Lehen aufgetragen. Dadurch kam es zur Bredevoorter Fehde mit weitreichenden Folgen für große Teile des Westmünsterlandes.
Die Gründung der Pfarrkirche St. Mariä Himmelfahrt um das Jahr 1329 geht auf die Herren von Ahaus zurück. Bei einem Brand etwa Ende des Jahres 1400 – der genaue Zeitpunkt ist nicht belegt – wurde die Stadt stark zerstört. Am 13. November 1400 ging die Herrschaft Ahaus durch Verpfändung an das Hochstift Münster. Vorausgegangen war eine Fehde zwischen Sweder III. van Voorst-Keppel (Schwiegersohn des Ludolph von Ahaus) und dem münsterischen Bischof. Sweder stand, der Familientradition folgend, dem Grafen Adolf III. von der Mark, vormals Bischof von Münster, sehr nahe. So wurde er klevischer Amtmann in Vreden. Hier war Jutta, eine Tante seiner Frau, Äbtissin. Die Bindung zu Kleve und die einhergehenden Auseinandersetzungen mit dem Hochstift Münster führten zu einem Konflikt mit Otto IV., der mit der Gefangennahme Sweders endete. Er kaufte sich gegen Verpfändung der Herrschaft Ahaus frei. Nach seinem Tod verkauften seine Witwe Johanna von Ahaus und ihr Mann Gottfried von Rohr die Güter endgültig. Godert van Royre Ritter und seine Ehefrau Johanna van den Ahus verkaufen 1406 dem Bischof von Münster, Otto von Hoya, ihre Herrschaft, Burg und Stadt Ahaus, mit allen dazugehörenden Gütern und Rechten, ausgenommen Blankenborg mit den Zubehörungen. Genannt wird auch ihr Sohn Reyner van Royre, 1436 Ritter und Herr zu Drove. Die Ursache für das Scheitern der Herren von Ahaus, die zum edelfreien Hochadel zählten, liegt darin, dass sie im Vergleich mit anderen standesgleichen Geschlechtern nur eine geringe wirtschaftliche Grundlage besaßen. Innerhalb des Hochadels gehörten sie – das zeigen auch die nachfolgend beispielhaft zitiertern Eheschließungen – zu den weniger mächtigen Geschlechtern.

## Besitzungen
Neben der Burg Ahaus besaßen die Herren von Ahaus noch die Burg Ottenstein – errichtet durch Otto von Ahaus und Mittelpunkt der Herrschaft. Die Burg Blankenborg (Twente) war ebenso in ihrem Besitz.

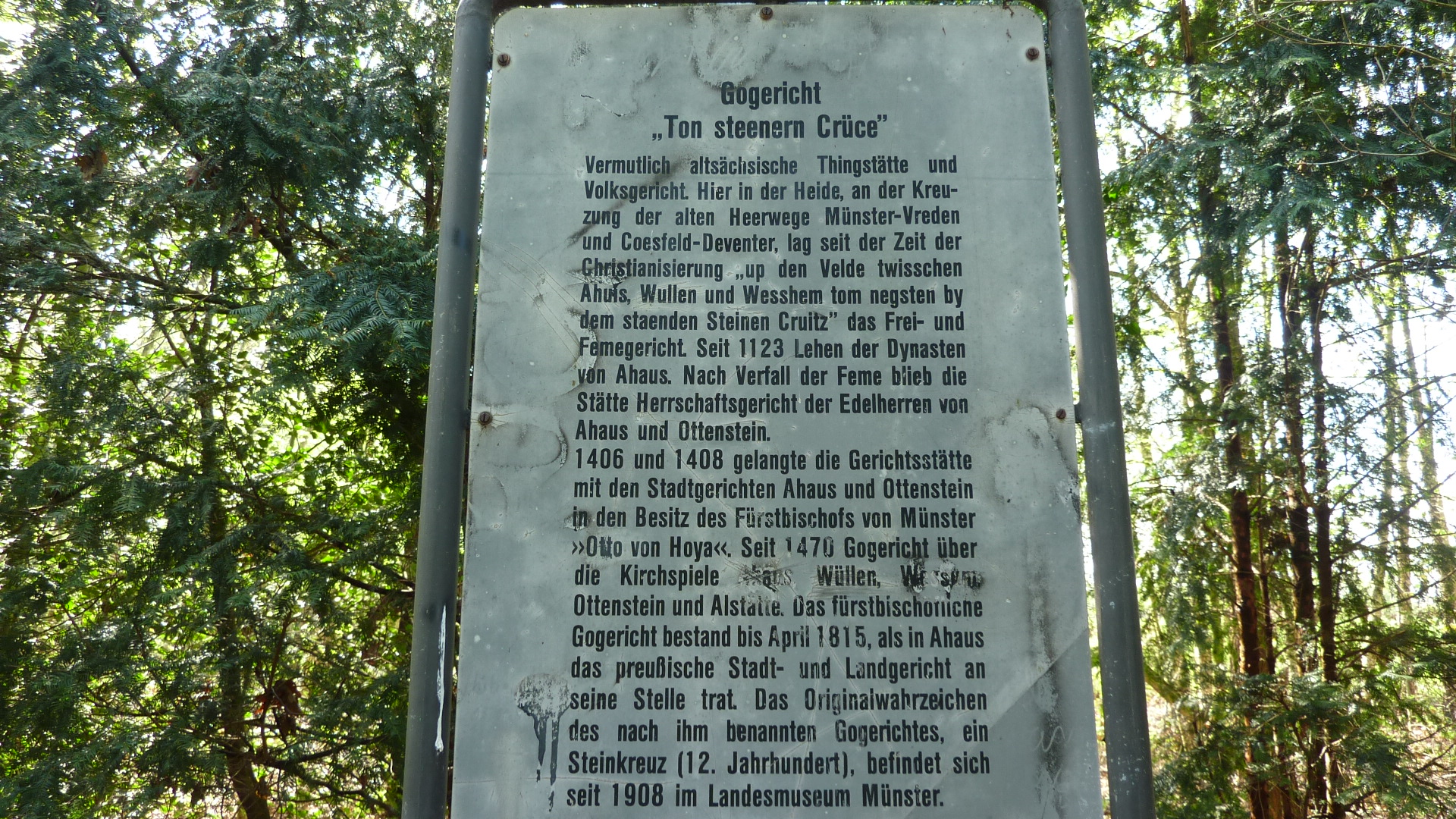
Gedenktafel Gogericht „Ton steenern Crüce“

Für nur kurze Zeit gehörte die Freigrafschaft Laer zur Herrschaft Ahaus. Viele in der Nähe von Ahaus gelegenen Höfe gehörten der Herrschaft Ahaus. Daneben zählte das Gogericht in Wüllen und Wessum zu Ottos Lehnsbesitz.

## Verwandtschaftliche Beziehungen
- Haus Horstmar: Adelheid von Ahaus, Tochter des Gottfried von Ahaus und Kunigunde von Oldenburg, war verheiratet mit Otto von Horstmar. Deren Tochter Beatrix ehelichte Graf Friedrich von Rietberg. Ihr Sohn Otto war Bischof von Münster.
- Haus Lohn: Sophia von Lohn, Schwester Hermanns II. von Lohn, war verheiratet mit Bernhard II. von Ahaus. Eine weitere Schwester heiratete Sweder I. van Voorst, dessen Ururenkel Sweder III. van Voorst-Keppel mit Johanna von Ahaus, Tochter des Ludolph, verheiratet war.
- Haus Steinfurt: Hermann II. von Ahaus heiratete Agnes von Steinfurt. Zu diesem Haus bestanden immer gute Beziehungen.[3]
- Haus Moers: Johanna, Tochter des Ludolph, heiratete Sweder III. van Voorst-Keppel, Tochter der Kunigunde von Moers
- Haus Solms: Sophia von Ahaus, Tochter des Otto von Ahaus, heiratete 1324 Heinrich von Solms
- Zum Haus Gemen bestanden keine verwandtschaftlichen Beziehungen. Die von einigen Autoren getroffene Feststellung, Bernhard III. von Ahaus sei in zweiter Ehe mit Adelheid von Gemen verheiratet gewesen, ist unzutreffend. Auch die Europäischen Stammtafeln[4] gehen fälschlicherweise von dieser Heirat aus. Tatsächlich war Bernhard III. in zweiter Ehe mit Ludgard van Keppel verheiratet.[5]

## Wappen
Das Wappen ist von Rot und Gold geviert. Auf dem gekrönten Helm mit rot–goldenen Helmdecken zwei von Rot und Gold übereck geteilte Büffelhörner.

## Stammfolge
1. Bernhard I. von Diepenheim (1105–1139)[7]
  1. Lifhard von Diepenheim-Ahaus (1134–1154), Vormund des Grafen Heinrich I. von Tecklenburg
    1. Johann I. von Ahaus (1177–1221)
      1. Gottfried von Ahaus (1220–1246), 1. ⚭ Kunigunde von Oldenburg, 2. ⚭ Gisbert III. van Bronckhorst
        1. Johann II., gefallen am 9. April 1241 in der Schlacht bei Liegnitz
        2. Adelheid von Ahaus (1234–1279), ⚭ Otto von Horstmar
          1. Beatrix, ⚭ Friedrich I. (Rietberg), Eltern des Münsterschen Bischofs Otto III. von Rietberg
          2. Bernhard II. von Ahaus (1255–1308), ⚭ Sophia von Lohn, Schwester Hermanns II. von Lohn
            1. Johann III. von Ahaus (1274–1323), ⚭ Jutta von Ochten
              1. Jutta II. (1311–1340), ⚭ Hermann von Merveldt
              2. Bernhard III. (1311–1330), 1. ⚭ Agnes, 2. ⚭ Ludgard van Keppel
                1. Wikbold
                2. Johann IV.
                3. Hermann II., ⚭ Agnes von Steinfurt
                  1. Ludolph, ⚭ Johanna, Amtmann des Bischofs von Utrecht, letzter Dynast
                    1. Heinrich von Ahaus
                    2. Johanna, 1. ⚭ Sweder III. von Voorst-Keppel, 2. ⚭ Gottfried von Rohr-Drove Nachkommen
                    3. Margaretha von Ahaus
                    4. Agnes von Ahaus Agnes II., ⚭ Johann van Langerak, als Witwe Äbtissin

                  2. Bernhard IV.
                  3. Agnes
                  4. Heinrich I., ⚭ Bela
                    1. Heinrich II. (1388–1403)
                    2. Hermann III. (1388–1448), Vizekurat in Amerongen, Provinz Utrecht
                    3. Elisabeth

                  5. Oda, ⚭ Matthäus II. von Schonevelde Nachkommen
                  6. Jutta von Ahaus Jutta III., Äbtissin in Vreden

              3. Hermann I., Domherr in Osnabrück
              4. Sophia
              5. Marina

            2. Otto von Ahaus-Ottenstein (1274–1323), ⚭ Margaretha, Droste in Tecklenburg
              1. Margaretha (1314–1333), ⚭ Johann II. von Limburg-Styrum
              2. Sophia (1312–1353), ⚭ Heinrich von Solms
                1. Otto (1330–1365), Domherr in Münster
                2. Heinrich († 1407), Dompropst in Münster
                3. Margaretha (1330–1338)
                4. Simon (1340–1384), Domherr in Münster
                5. Lisa (1343–1409), Äbtissin im Stift Nottuln
                6. Johann (1332–1401), ⚭ Irmgard von Steinfurt
                  1. Heinrich III. (1374–1425), ⚭ Agnes von Everstein
                    1. Irmgard (1408–1451)
                    2. Agnes (1408–1439), ⚭ Otto van Bronckhorst-Borculo Nachkommen

            3. Heinrich II. (1343–1411)
              1. Elisabeth, ⚭ Werner Socker
              2. Sophia (1343–1365)
              3. Gostia, ⚭ Bernhard I. von Solms (Bruder von Heinrich, Ehemann ihrer Schwester Sophia)

            4. Kunigunde, Nonne von St. Aegidi
            5. Jutta I.
            6. N.N.

## Sonstiges
Hermann II. von Ahaus kämpfte an der Seite Heinrichs des Frommen gegen die Mongolen und kam bei diesen Kämpfen am 9. April 1241 bei Liegnitz ums Leben. An ihn erinnert eine Gedenktafel, die der Kreisvertriebenenverband Ahaus am 5. August 1951 anlässlich des „Tages der Heimatvertriebenen“ aufgestellt hat.
In Ahaus erinnern einige Straßennamen an die Herren von Ahaus. Im Stadtzentrum sind das die Diepenheimstraße und die Liegnitzstraße, im Baugebiet Vestert die Juttastraße, Ottostraße, Ludolphstraße, Heinrichstraße, Margarethastraße usw.